# مارك كيلنر
مارك كيلنر (بالإنجليزية: Mark Kellner)‏ هو صحفي أمريكي، ولد في 17 يوليو 1957 في نيويورك في الولايات المتحدة.